# وانغايا دورجي
وانغايا دورجي (9 يناير 1974 بوتان - ) هو لاعب كرة قدم بوتاني، يلعب كمهاجم.

## روابط خارجية
- وانغايا دورجي على موقع IMDb (الإنجليزية)
- وانغايا دورجي على موقع قاعدة بيانات كرة القدم.إي يو (الإنجليزية)
- وانغايا دورجي على موقع ناشيونال فوتبول تيمز (الإنجليزية)
- وانغايا دورجي على موقع Soccerway.com (الإنجليزية)